# Гірчична
Гірчи́чна — село в Україні, у Дунаєвецькій міській територіальній громаді Кам'янець-Подільського району Хмельницької області.

## Назва
Документальних джерел про походження назви села виявити не вдалося. Дехто із старих людей розповідав, що життя поселенців при тодішніх кріпосницьких порядках було не солодким, гірко жити було людям, звідси і назва села — «Горчична». Отже, назва села утвердилась гіркими умовами життя.

## Географія
Гірчична розташована в середній течії річки Студениця (ліва притока Дністра) при впадінні в неї річки Безіменної.
За 6 кілометрів на південь від Гірчичної проходить автомобільна дорога Т-23-08 Гуків — Дунаївці — Могилів-Подільський.

## Історія

### Перша згадка
Першим письмовим історичним документом про село є «Труды Подольського историко-статистического комитета» в якому згадується с. Горчична з 1518 року, як королівське майно дане в довготривале користування поміщику Станіславу Яромінському. Потім Горчична була володінням поміщиків Сутковських, нарешті було утворене Горчичанське староство, яке після приєднання Поділля до Росії було передано імператрицею Катириною II, секунд-майфу Кочеріну.
Горчична утворилася із поселенців, завезених польськими поміщиками для обробітку полів і експлуатації належних їм величезних масивів лісів. Треба думати, що частина жителів села була переселена сюди із Західної України. Підстава для такої здогадки — назва північно-східної частини села, що дійшла до наших днів «Галіція» (українське Галичина); так на Поділлі і зараз називають Західну Україну. Пізніше прибула так звана мілка шляхта і поселилась на південно-східній окраїні села; звідси і назва цієї частини, що дійшла до наших днів — «Шляхетчина». Згодом село переходило від одного роду поміщиків до іншого, поки, нарешті стало власністю відомого магната Сігізмунда Вільчельмовича Залеского аж до 1917 року.

### Гірчична у ХІХ столітті
Із наявної кількості орних угідь близько 3000 десятин (1 десятина =1,1 га), більша площа найкращої землі належала поміщику, а менша — на суглинках — селянам-кріпакам. Крім того, поміщику належав весь лісовий масив =700га. До 1861р жителі села були кріпаками. Основний вид феодальної повинності — панщина. В часи кріпосного права в селі існували такі підприємства: гуральня, тартак, де пиляли дубові колоди, грилепель (в'язальна), водяний млин. Всі вони належали місцевому поміщику, як і корчма в центрі села та дві корчми на роздоріжжях між селами. Після 1861 р. гуральню, тартак і гримпель було закрито, зате замість одного млина пан побудував ще два. Всього в селі було 5 млинів, 2 належало місцевим куркулям. Окремі селяни займалися чинбарством, шевством, кушнірством (виготовляли кожухи), виготовленням доморобного полотна (гребінниця і валовина) на ручних ткацьких верстатах. В письмовому документі вказується, що частина землі належала й цареві: присадибної 3 дес. орної землі — 32 дес. та сінокосу — 25 десятин. На землях місцевого пана, та церковних, працювали селяни-кріпаки, виконуючи панщину.

### Школа в селі
З 1863 р. існує церковна школа, але діти кріпаків у ній не навчались. До 1914 року в селі була церковно — приходська школа (3-х класна). Містилася вона в звичайнісінькій хаті, критій соломою, стіни дильовані, обмазані глиною і побілені, з земляною долівкою. Приміщення мало один зал, у якому стояли 3 ряди парт: кожний ряд означав окремий клас. З учнями всіх трьох класів працював один учитель. Крім цієї класної кімнати в цьому ж приміщенні знаходилися і «роздягальня» — невеличка, тісна, темна кімната, куди навалом діти скидали свій верхній одяг. Ця роздягальня була одночасно і сільською «холодною», куди ув'язнювали тих, хто провинився.

### Перша половина ХХ століття

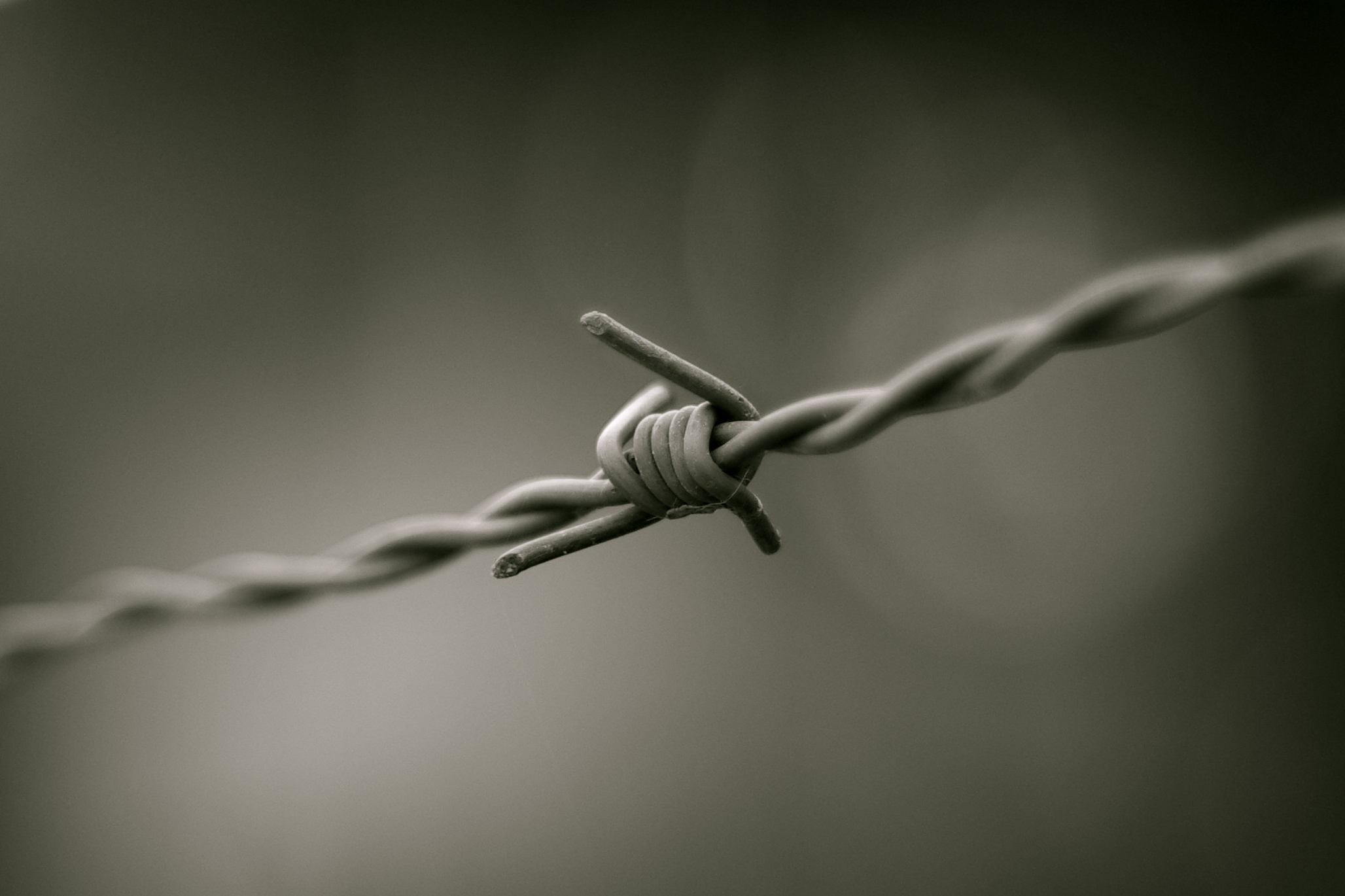
[http://www.reabit.org.ua/nbr/?st=3®ion=&ss=Рудківці&logic=or&f1_type=begins&f1_str=&f2_type=begins&f2_str=&f3_type=begins&f3_str=&f4_from=&f4_till=&f7%5B%5D=all&f14%5B%5D=all#list Національний банк репресованих

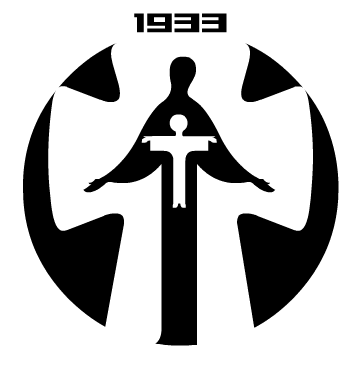
[https://victimsholodomor.org.ua/khmelnytsky/easytable/25-peoples-new.html?start=300 Список жертв Голодомору, Хмельницька область

10 травня 1921 р. було організовано сільськогосподарську артіль імені 1 Травня. Першими членами артілі були шість чоловік із західних областей України, котрі після війни залишилися жити у с. Горчична на території колишнього панського двору. З 4 квітня 1923 р. артіль носила назву «Рівність».
4 квітня 1924 р. було організовано комуну «Комінтерн», яка проіснувала до 1934 р. За цей час головами комуни були: Вайсман, Копчонов, Рейн, Терлецький. Першими членами комуни були сім'ї Тижа Мартина, Войціха Андрія, Бендаса Дмитра і Григорія, Козак Фрасини, Бойчука Миколи, Яськунь Емілії, Хорошого Пилипа, Сідлецького, Коваля Йосипа, Фульштейна, Танасійчука Василя, Прядун Софії, Марценюка Миколи, Ситників, Годлевської Олександри, Камінської Надії, Іванюка Олександра, Козак Михайла, Генсюк Антона, Варгатого Миколи та інші. Поварем у комуні працювала Прядун Софія, а хліб пекла Танасійчук Антоніна. Комуна була організована на базі колишнього поміщицького маєтку. Вона об'єднувала близько 30 господарств, мала в своєму користуванні близько 100 га орної землі. В цей час в селі було створено комнезам. Першим головою КНС був місцевий селянин-бідняк Яськунь Іван.
16 березня 1928 року в селі було організовано Ср артіль (ТСОЗ) «Найкращий побут». Головою артілі працював 25-річний луганець Антошин. Першими членами артілі були сім'ї: Людвика, Гулеватого М. Т., Прядуна П.,В., Тижа В. І., Качуровського В. Ф., Вознюка Василя і Сидора, Арцаблюка О., Танасійчука Антона та інші.
У 1931р в село було занаряджено кілька тракторів Трактористами були Медицький Карл, Варгатий Федір, Тиж Леонід, Яворський Франц. Очолив бригаду Медицький К. С.
В 1932–1933 селяни села пережили сталінський голодомор.
Було організовано тваринницьку ферму. Першими працівниками на фермі були Дудка Василь, Бойчук Микола, Вітковський Микола. Першою дояркою була Колісник Євдокія. Була організована свиноферма, Першою свинаркою була Козак Фросина. Першим конюхом був Танасійчук Василь. Була лише одна молотарка, машиністом якої був Коновальчук Г. С. Організували кузню, ковалями якої були Тиж Василь, Танасійчук Василь, Коновальчук Андрій та Дмитро. Було організовано майстерню, бригадирам якої був Дуб Семен. Розвели пасіку. Пасічниками були Постернак Ілько, Гуменний Федір. Першими садоводами колгоспного саду були Барташак Ілля і Чернов Микола.
До 1935 р. головою колгоспу були Антошин, у 1935 р. — Чепелюк, потім Ебель, а таки Островський (житель с. Руди Горчичанської) у 1937 р. — Стрихар Ілля, 1938 р. — Стецюк, 1939 р. — Петров, а після, до початку війни — Сіренко.
Бригадирами рільних бригад були Бех Арій, Яськунь Михайло, Маринін Олекса, Ланковими були Дубик Наталя, Рудько Євдокія, Мельник Палана, Надопта Ганна. До війни в колгоспі було лише дві машини «ГАЗ–А» (полуторка), шоферами були Куляс С. і Швець І. Першим бухгалтером був Романюк Михайло, а потім Мартенюк Іван. Ветфельдшером були Тиж М. і Ботнар Т. Першими комуністами села були Дуб Семен, Стрихар Ілля, Арцаблюк Олександр, Надопта Ганна, що складали партійну ячейку керував Людвик. В 1937 р. парторгом став Атаманюк, а потім Плідман аж до початку війни. Комсомольська організація була створена в 1921 р. Організатором ячейки був Качуровський Олександр Федорович який згодом перейшов на роботу в район, а розпочату справу продовжив Бендас Григорій. Секретарем комсомольської ячейки був Андрейцев І. Комсомольцями села були Генсюк Андрій і Ганна, Андрієвський, Скочко, Брилінський Степан, Коваль, Качуровський Ол., Вознюк Ю., Прядун мО., Сушинські Леонід і Кароль. Комсомольці та члени КНС Яськун М., Колісний Ф., Бражняк І., Вознюк С., Вознюк В., Коновальчук С. активно допомагали комуністам в організації колгоспу, рішуче вели боротьбу з куркулями. Під керівництвом комуністів була подолана економічна відсталість колгоспу. Керовані комуністами бідняцькі маси давали рішучу відсіч ворожим елементам, допомагали зміцнювати колективне господарство. Розвиток економіки ставив завдання перед партійною та комсомольською організаціями ліквідувати неписьменність у селі, побудувати і відкрити школу, де б навчалися всі діти села.

### Історія Гірчичнянської школи
А як же стояла справа з освітою? Понад 80 % населення неписьменні.
Як уже згадувалось, до революції була тільки церковно-приходська 3-х класна школа. Школа була зовсім підвладна місцевому попові, а вчителями були попівські дочки з сім'ї попа Шанявського І. Заняття в цій школі-в'язниці проводилися до того часу, поки одного разу тут не повісився вкинутий до буцегарні селянин Тиж Корній (повісився він з сорому, бо був ув'язнений за те, що «вкрав» у церкві 5 коп.). Після цього випадку діти боялися відвідувати школу, і її прийшлося перенести в інше приміщення в садибі селянина Рудька Якима. Для цього Рудько добудував до своєї хати під прямим кутом ще будівлю, у яку перейшла школа.
У 1914 році місцеве земство вирішило побудувати в Горчичній нову земську школу за типовим проектом. Підряд на будування взяв якийсь Рябчіков гіркий п'яниця. У 1913 р. вже було вимуровано стіни будинку, викинуто верх, але тут виявилося, що Рябчікому нічим платити робітникам за роботу (він пропив усі гроші, які призначались на виплату).
Забравши тім гроші, що залишилися, Рябчіков безслідно зник (він був заїжджою людиною). Докінчував будування школи Білий Андрій. Помічниками він взяв місцевих селян-Мельника Адама і Тижа Івана. Будівництво школи було закінчено в 1914 році перед початком імперіалістичної війни. Навчання в новій, уже 4-х класній школі, почалося після перемоги Великої Жовтневої соціалістичної революції. Одними з перших учителів у цій масовій школі були Щадило Михайло і його дружина Щадило Олена. У 20-х роках селяни Горчичної починають піднімати питання про відкриття семирічки. У 1926 році було відкрито п'ятий клас. Комісія, яка прибула з району, схвалила придатність приміщення під школу будинок, у якому колись жив управитель пана Залєського. А весною 1929 року відбувся перший випуск сьомого класу. В цей час у Горчичанській школі вчилися не тільки діти місцевих селян, але і з сусідніх сіл: Іванковець, Руди Горчичанської, Вихрівки, Дем'янковець, Великої Побійни.
Семерічна школа була до 1934 року, а в 1939 відкрили середню школу перший випуск мав відбутися у 1941 році, але не відбувся, тому що перешкодила цьому війна. В цей час вчителями п1-4 класів були: Вітранний О. К., Шілевцова О. А., Янкілевич С. Й., Ткач Л. Ф.,а вчителями старших класів були: Яворський П. П.. Бабляк Г. С., Борківська М. А., Гельман Ф. Н., Юшківський А. К.
З 1930 року директором школи був Хамалишин, в 1934 став Бабляк Г. С., а в 1937 році директором став Юшківський К. К., який працював до 1939 року, а потім був відозваний в армію. Директором школи став Бондар Левко Філімонавич.

### Очільники сільської ради
Головою сільської ради в 1930 році був Гулеватий М. П., в 1934 році його замінила Надопта Ганна, що працювала до 1938 року. У 1938 головою сільради став Сушинський Кароль, який працював аж до початку Другої світової війни.

## Населення
Населення становить 630 осіб.

### Мова
У селі поширені західноподільська говірка та південноподільська говірка, що відносяться до подільського говору, який належить до південно-західного наріччя.
Розподіл населення за рідною мовою за даними перепису 2001 року:
| Мова                | Відсоток |
| ------------------- | -------- |
| українська          | 97,68 %  |
| російська           | 1,09 %   |
| вірменська          | 0,82 %   |
| інші/не визначилися | 0,41 %   |